# Женская сборная России по хоккею на траве
Женская сборная России по хоккею на траве — российская команда, представляющая Россию на чемпионатах мира и Европы по хоккею на траве. Считается довольно слабой командой, поскольку не играла на чемпионатах мира и Олимпийских играх; в течение 10 лет не выступала на чемпионатах Европы, поскольку не могла подняться в высший дивизион.

## Результаты выступлений

### Чемпионат мира
- 1994 — 12-е место
- 2002 — 16-е место

### Чемпионат Европы
- 1995 — 5-е место
- 1999 — 4-е место
- 2003 — 10-е место
- 2005—2007 — не участвовали
- 2009 — 7-е место
- 2011—2017 — не участвовали
- 2019 — 7-е место

### Мировая лига
- 2012/13 — 22-е место
- 2014/15 — 27-е место
- 2016/17 — 28-е место

### Champions Challenge I
- 2002 — 6-е место
- 2003—2014 — не участвовали

### Champions Challenge II
- 2009 — 8-е место
- 2011 — 5-е место

## Тренеры сборной
- 1993:  Осинцев, Михаил Семёнович[2]
- 2003—2008:  Валентина Апельганец
- 2009—2015:  Олег Потапов[3]
- 2015—2018:  Энтони Торнтон[англ.][4]
- 2017—н.в.:  Светлана Иванова

## Текущий состав
Заявка на чемпионат Европы 2019 года.
1. Ангелина Яшина (вратарь)
2. Светлана Саламатина
3. Виктория Чепурнова
4. Алина Халимова
5. Кристина Шумилина
6. Ксения Королёва
7. Светлана Ерошина
8. Юлия Чеплыгина
9. Анастасия Колпакова
10. Мария Бордолимова
11. Даяна Юшкова
12. Маргарита Дрепенкина
13. Виктория Александрина (вратарь)
14. Богдана Садовая
15. Ксения Санина
16. Варвара Макеева
17. Александра Леонова
18. Евгения Сорокина